# Coleophora christenseni
Coleophora christenseni é uma espécie de mariposa do gênero Coleophora pertencente à família Coleophoridae.